# Pulaski (Nueva York)
Pulaski es una villa ubicada en el condado de Oswego en el estado estadounidense de Nueva York. En el año 2000 tenía una población de 2,398 habitantes y una densidad poblacional de 281.6 personas por km².

## Geografía
Pulaski se encuentra ubicada en las coordenadas 43°13′53″N 76°17′53″O / 43.23139, -76.29806.

## Demografía
Según la Oficina del Censo en 2000 los ingresos medios por hogar en la localidad eran de $28,977, y los ingresos medios por familia eran $40,089. Los hombres tenían unos ingresos medios de $34,850 frente a los $23,913 para las mujeres. La renta per cápita para la localidad era de $16,458. Alrededor del 15.6% de la población estaban por debajo del umbral de pobreza.